# Cerodontha orbitalis
Cerodontha orbitalis este o specie de muște din genul Cerodontha, familia Agromyzidae, descrisă de Zlobin în anul 1984.
Este endemică în Mongolia. Conform Catalogue of Life specia Cerodontha orbitalis nu are subspecii cunoscute.